# Biserica romano-catolică din Belani

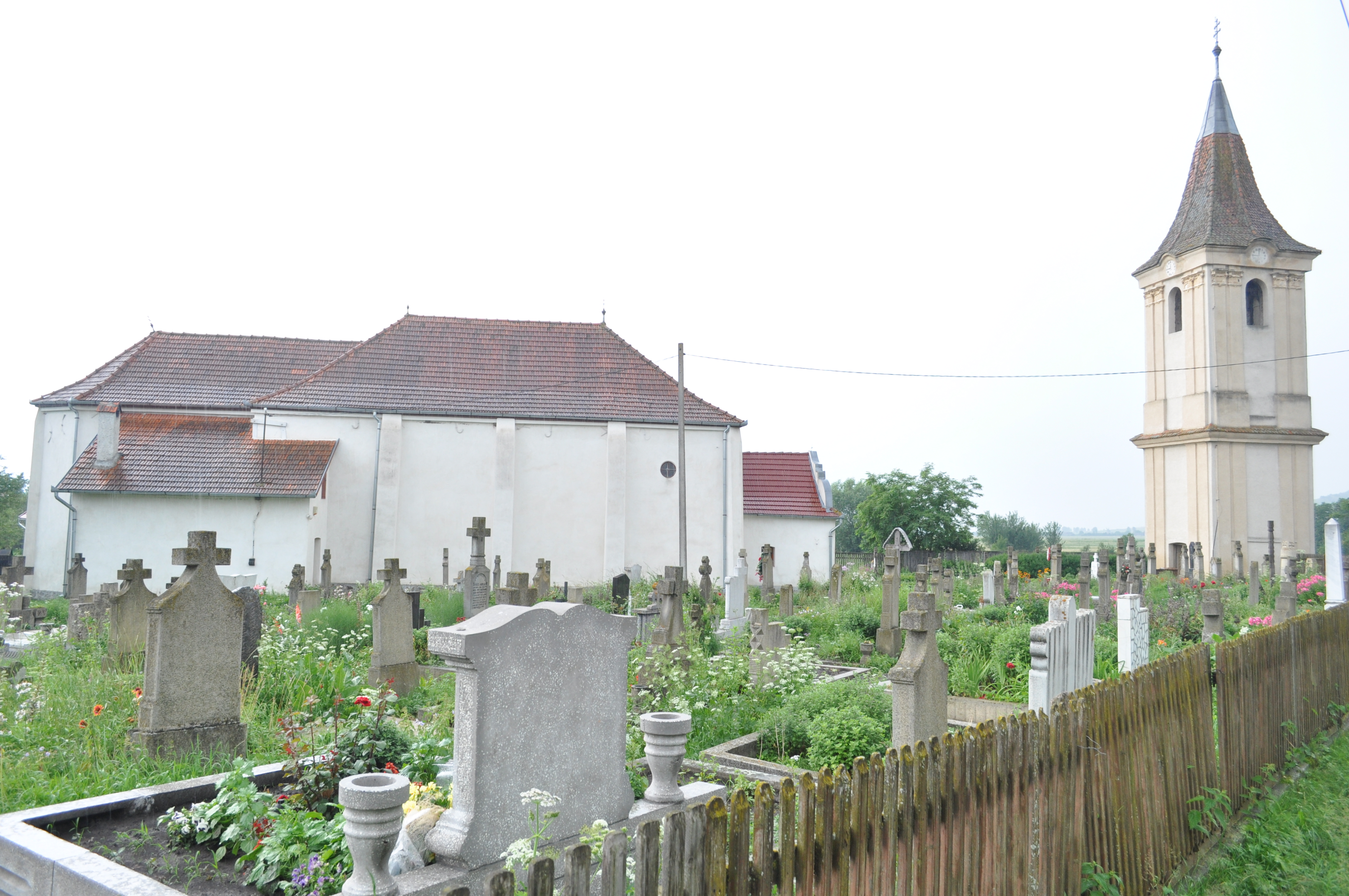
Biserica romano-catolică din Belani, județul Covasna, foto: iulie, 2011.

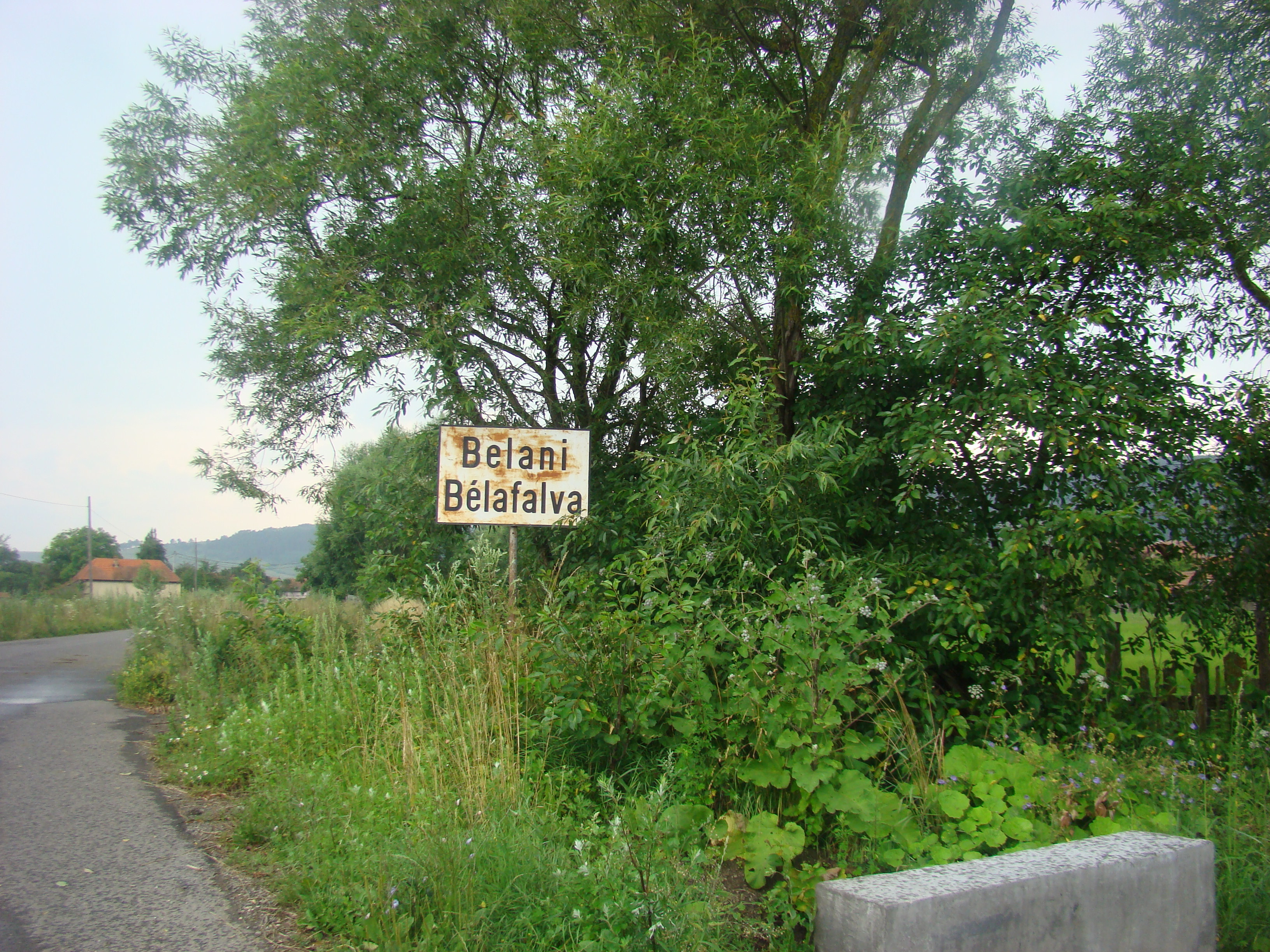
Belani, județul Covasna, foto: iulie, 2011.

Biserica romano-catolică din Belani, județul Covasna, a fost construită în secolul al XV-lea. Lăcașul de cult figurează pe lista monumentelor istorice 2010, cod LMI CV-II-m-B-13137.

## Istoric și trăsături
Biserica a fost construită în sec. XV, reconstruită în 1758, i-au fost aduse modificări în sec. XIX și XX. Are hramul „Sf. Adalbert de Praga”.